# 大河内雅子
大河内 雅子（おおこうち まさこ、1983年3月10日 - ）は、日本の女性声優。大阪府出身。フリー。血液型はO型。既婚者。

## 人物
大阪音楽大学音楽学部声楽科卒、青二塾東京校第24期生卒業。
2007年3月まで青二プロダクションに所属。同年9月から11月までケッケコーポレーションに所属していた。

## 出演
太字はメインキャラクター。

### テレビアニメ
2014年
- みんな集まれ!ファルコム学園（アネラス、カルナ）

### Webアニメ
- 幕末機関説 いろはにほへと（娘2）

### ゲーム
2004年
- ぐるみん（パリン）

2006年
- 英雄伝説 空の軌跡FC（PSP版）（アネラス・エルフィード）
- 英雄伝説 空の軌跡SC（アネラス・エルフィード）
- ぐるみん（PSP版）（パリン）
- みんなで鍛える全脳トレーニング（ずんだ）
- レッスルエンジェルス サバイバー（ソフィー・シエラ 、ファントムローズ1号）

2007年
- 英雄伝説 空の軌跡 the 3rd（アネラス・エルフィード）
- バトルファンタジア（オリヴィア、オディール）
- 真・三國無双Online（プレイヤーキャラクターボイス：無邪気）

2008年
- 三國志Online

2009年
- アンティフォナの聖歌姫 〜天使の楽譜 Op.A〜（リオン〈ミュージカルパート〉）
- エクシズ・フォルス（ラフィルト・ジェミナイ）

2015年
- 英雄伝説 空の軌跡 FC Evolution（アネラス）

2016年
- 英雄伝説 暁の軌跡（アネラス・エルフィード）
- ぐるみん3D（パリン）

### ドラマCD
- 英雄伝説 空の軌跡 ドラマCD 〜去り行く決意〜（アネラス・エルフィード）
- ドラマCD ティンダーリアの種（隊員、街人）
- 百鬼夜行抄（織田泰子）
- めろ@ドラマCD まんすりぃ 萌音（ヨン・ソニ）

### その他
- サンリオキャラクター「シナモエンジェルス」（アズキ）
- 魔界戦記ディスガイア4 挿入歌「Arcadian Vampire」
- プリニー2 〜特攻遊戯! 暁のパンツ大作戦ッス!!〜 挿入歌「アサギ越え(予定)」

### CD
- ピコ萌え!Future8bitシリーズ2 -マジカル♡チップ8bitちゃん!-（2008年7月18日）
- ピコ萌え!Future8bitシリーズ3 8bitで未来旅行（2008年11月27日）